# Луций Постумий Албин (консул 173 пр.н.е.)
Вижте пояснителната страница за други личности с името Луций Постумий Албин.
Луций Постумий Албин (на латински: Lucius Postumius Albinus) e политик на Римската република през 2 век пр.н.е.

## Биография
Син или внук е на Авъл Постумий Албин (консул 242 пр.н.е.). Брат е на Авъл Постумий Албин Луск (консул 180 пр.н.е.) и на Спурий Постумий Албин Павлул (консул 174 пр.н.е.). Чичо е на Авъл Постумий Албин (консул 151 пр.н.е.).
През 180 пр.н.е. той е претор и управлява провинция Далечна Испания (Hispania ulterior). След връщането му в Рим той празнува триумф на 4 февруари 178 пр.н.е. На него наричат едно селище в Испания: Castra Postumiana.
През 173 пр.н.е. Албин е избран за консул заедно с Марк Попилий Ленат. Той трябва да се грижи за възникналите земни проблеми в Кампания. За борбата на Рим срещу македонския цар Персей през 171 пр.н.е. е изпратен до Африка, за да вземе слонове и конници от картагенците и от Масиниса.
След неуспеха му да стане цензор през 169 пр.н.е. той става военен трибун на главен генерал Луций Емилий Павел Македоник и на 22 юни 168 пр.н.е. командва едно крило на римския център по време на решителната победа в битката при Пидна. През 167 пр.н.е. участва в битки в Гърция.